# NorgesGruppen
NorgesGruppen ASA er en norsk grossist- og detailvirksomhed, der bl.a. ejer SPAR-butikkerne i Norge, supermarkedskæden Ultra og discountkæden Kiwi Minipris. I alt består NorgesGruppen af 1750 butikker. Virksomheden har en omsætning på over 80 milliarder NOK i 2016 og er med en markedsandel på knap 42,3 procent markedsledende på dagligvaremarkedet indenfor detailhandel i Norge.
Virksomheden blev grundlagt i 1994 af en gruppe større grossister.

## Butikskæder
- Kiwi
- Meny
- Spar
- Nærbutikken
- Joker
- Dollarstore
- Dagrofa (Danmark)